# Jana eurymas
Jana eurymas är en fjärilsart som beskrevs av Herrich-Schäffer 1854. Jana eurymas ingår i släktet Jana och familjen Eupterotidae. Inga underarter finns listade i Catalogue of Life.

## Bildgalleri

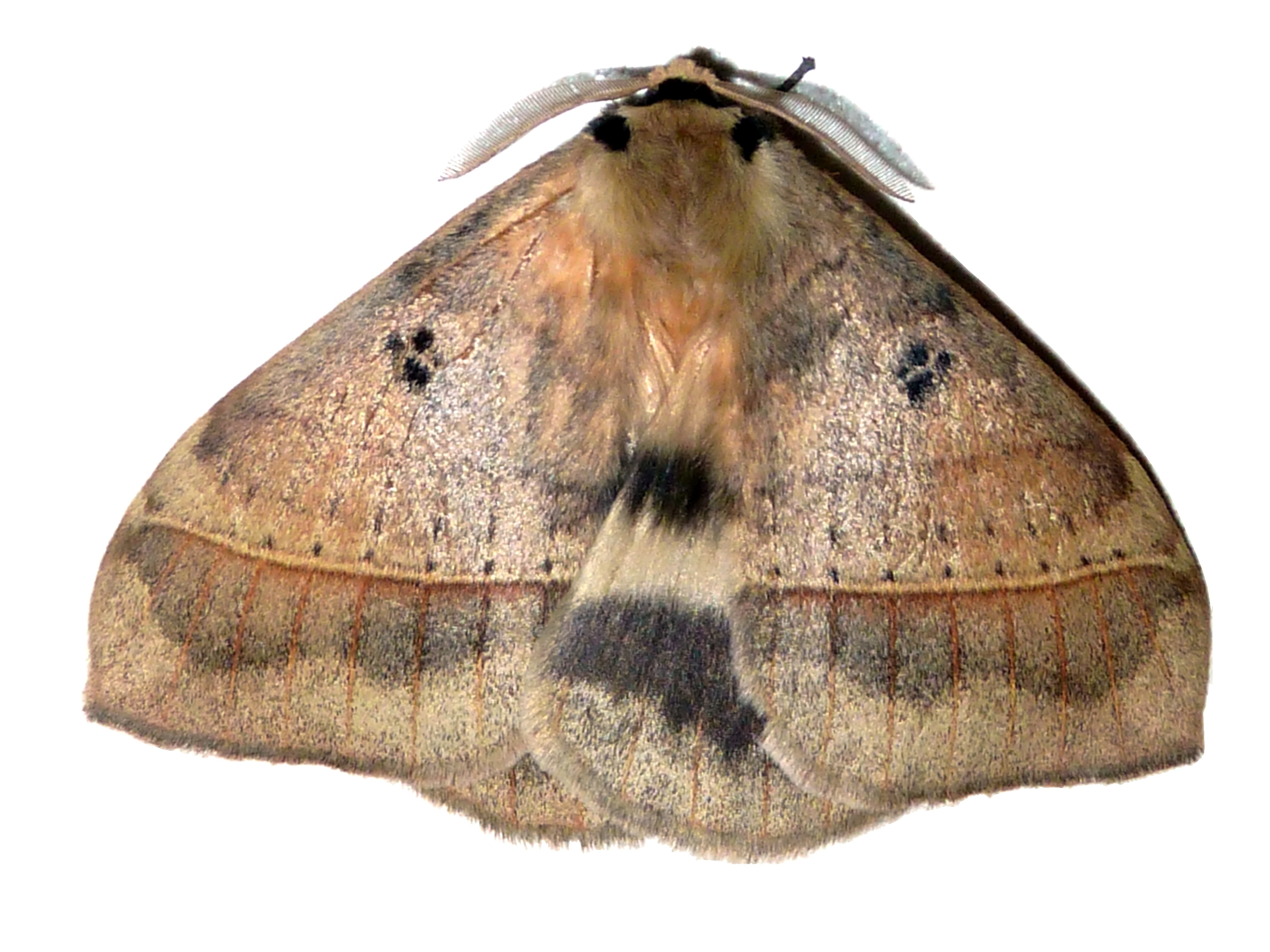
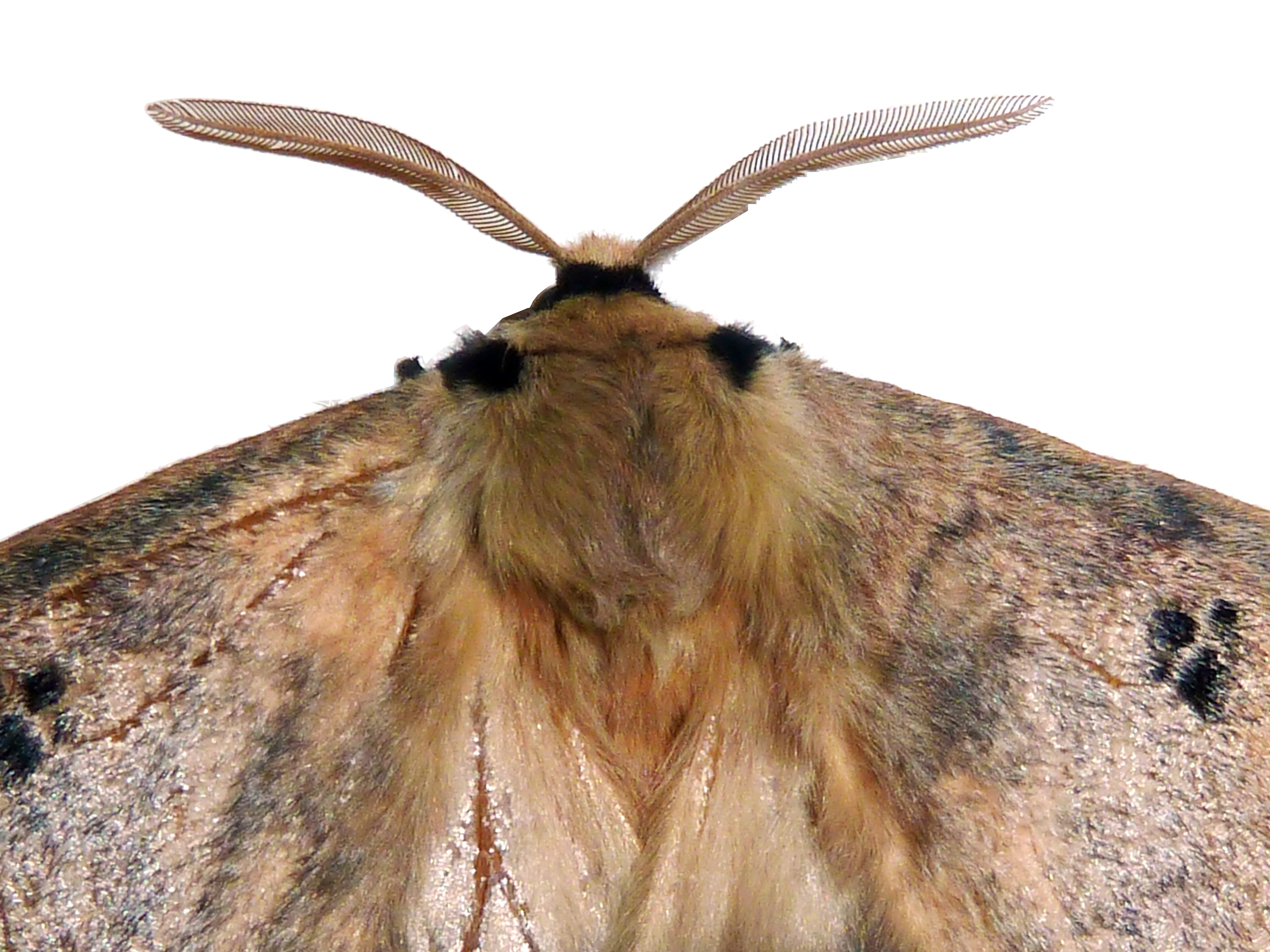